# James Fazy

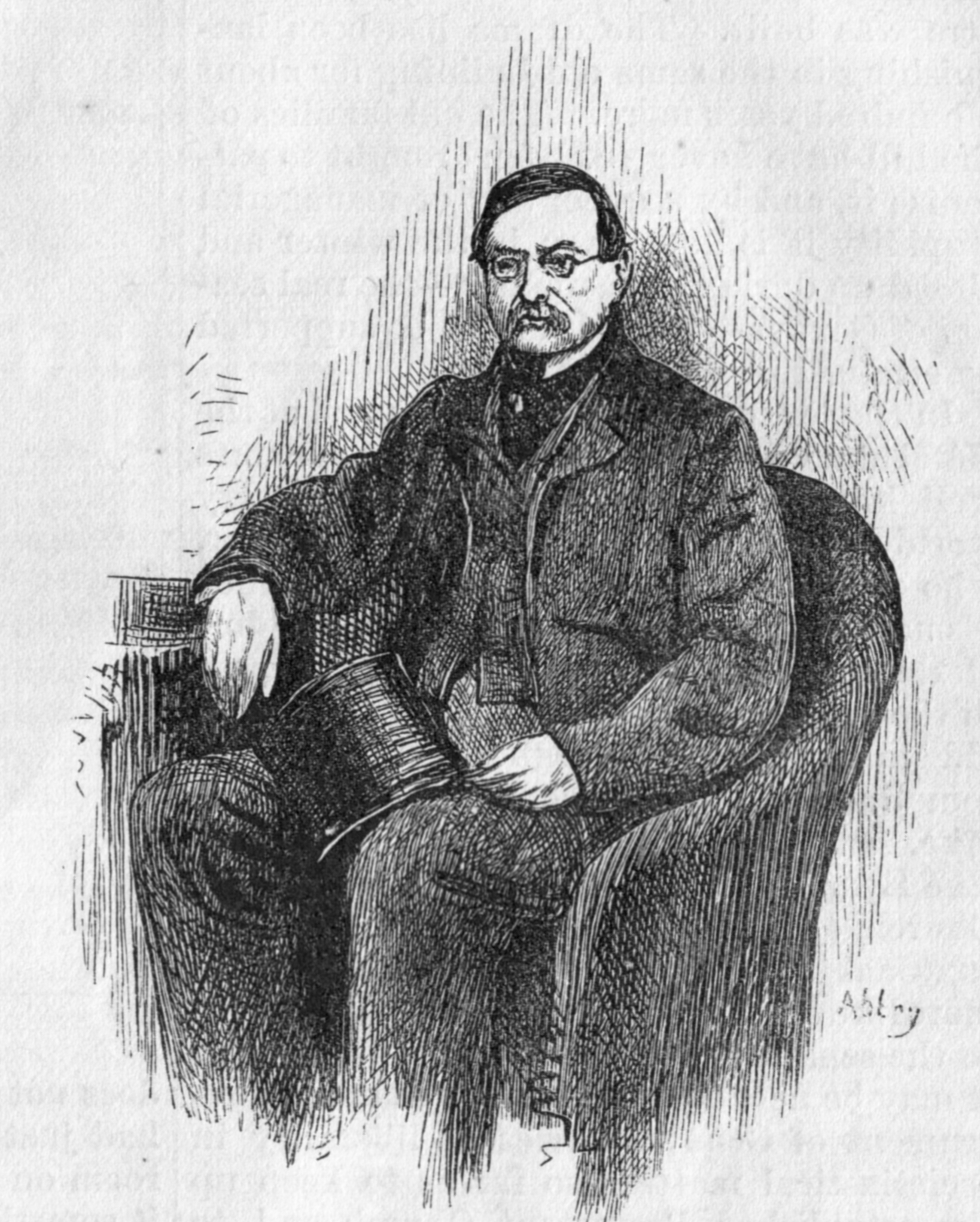
James Fazy, 1870

James (Jean Jacob) Fazy (* 12. Mai 1794 in Genf; † 6. November 1878 in Le Petit-Saconnex, heimatberechtigt in Genf) war ein Schweizer Politiker und Publizist.
Sein Einfluss auf die Politik der Stadt und des Kantons Genf war in der Mitte des 19. Jahrhunderts von hoher Bedeutung und wird gemeinhin auch mit demjenigen Alfred Eschers in Zürich verglichen.

## Biografie
Fazy erhielt seine Erziehung in Frankreich, liess sich in Paris nieder und nahm als Journalist tätigen Anteil am Kampf der liberalen Opposition gegen die Restaurationsregungen, unterzeichnete 26. Juli 1830 den Protest der französischen Journalisten gegen die Juliordonnanzen, bekämpfte die Kandidatur des Herzogs von Orleans und kehrte, nachdem er mehrere Verfolgungen wegen Pressevergehen erlitt, 1833 in seine Vaterstadt zurück, wo er schon 1826 das Journal de Genève gegründet hatte.
Hier redigierte er die Revue de Genève, organisierte die radikale Bewegung vom 22. November 1841 und, als dieselbe nicht zum Ziel führte, den Aufstand vom 5. bis 8. Oktober 1846, trat an die Spitze der provisorischen und hernach der neukonstituierten Regierung und verfocht als Gesandter Genfs an der Tagsatzung 1847/48 mit Erfolg die Einführung des amerikanischen Zweikammersystems in die neue schweizerische Bundesverfassung.

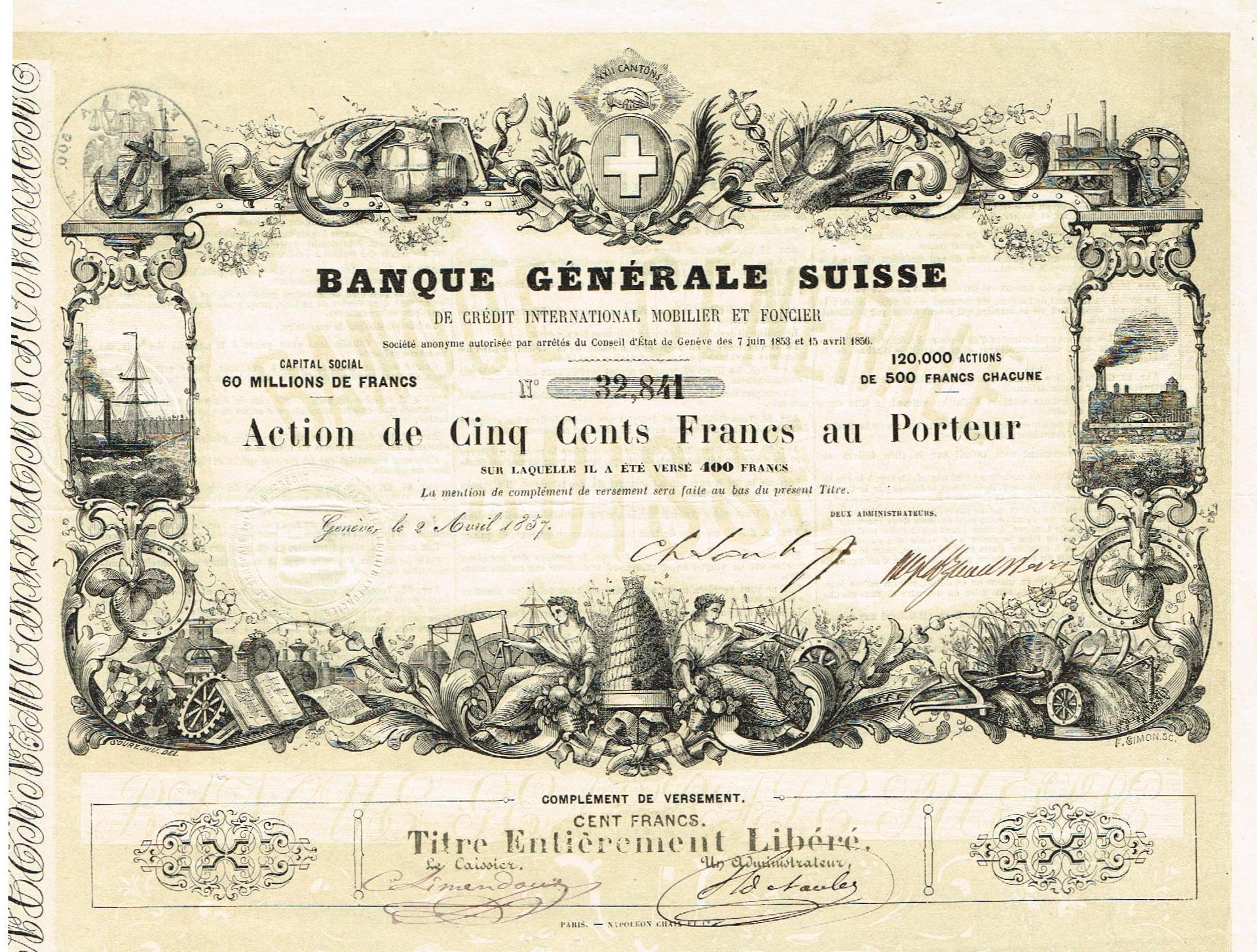
Aktie der Banque Générale Suisse de Crédit International Mobilier et Foncier vom 2. April 1857

1853 gründete er die Banque Générale Suisse de Crédit International Mobilier et Foncier, die als die erste Universalbank in der Schweiz angesehen werden kann. 1869 musste sie Bankrott anmelden.
Von 1846 an, nur mit Unterbrechung der Wahlperiode von 1853 bis 1855, das Haupt der Genfer Regierung, hat er mächtig dazu beigetragen, durch Schleifung der Festungswerke, Ausführung grossartiger öffentlicher Bauten etc. das altcalvinische Genf in eine moderne kosmopolitische Stadt umzuwandeln; aber sein keineswegs makelloses Privatleben sowie sein diktatorisches Walten erregten Missvergnügen, so dass er 1861 und 1863 nicht mehr in den Staatsrat gewählt wurde.
Nachdem im August 1864 seine erneuerte Kandidatur zu blutigen Wirren und einer vorübergehenden eidgenössischen Besetzung Genfs geführt hatte, war sein Einfluss gebrochen.
Sein Grossneffe war der Historiker und Politiker Henri Fazy.

## Werke (Auswahl)
Ausser seinen Zeitungen und zahlreichen politischen und nationalökonomischen Broschüren schrieb er:
- François Ruchon (Hrsg.): Les mémoires de James F., homme d’Etat genevois (1794–1878). Genf 1947
- L’Homme aux portions, ou conversations philosophiques et politiques. Paris 1821
- La mort de Levrier, tragédie nationale génevoise, en trois actes et en vers. Genf 1826
- Principes d’organisation industrielle pour le développement des richesses en France. Paris 1830
- Essai d’un précis de l’histoire de la république de Genève. Genf 1838–40, 2 Bde.
- De l’intelligence collective des sociétés: Cours de législation constitutionnelle. Genf 1873